# Frank M. Byrne

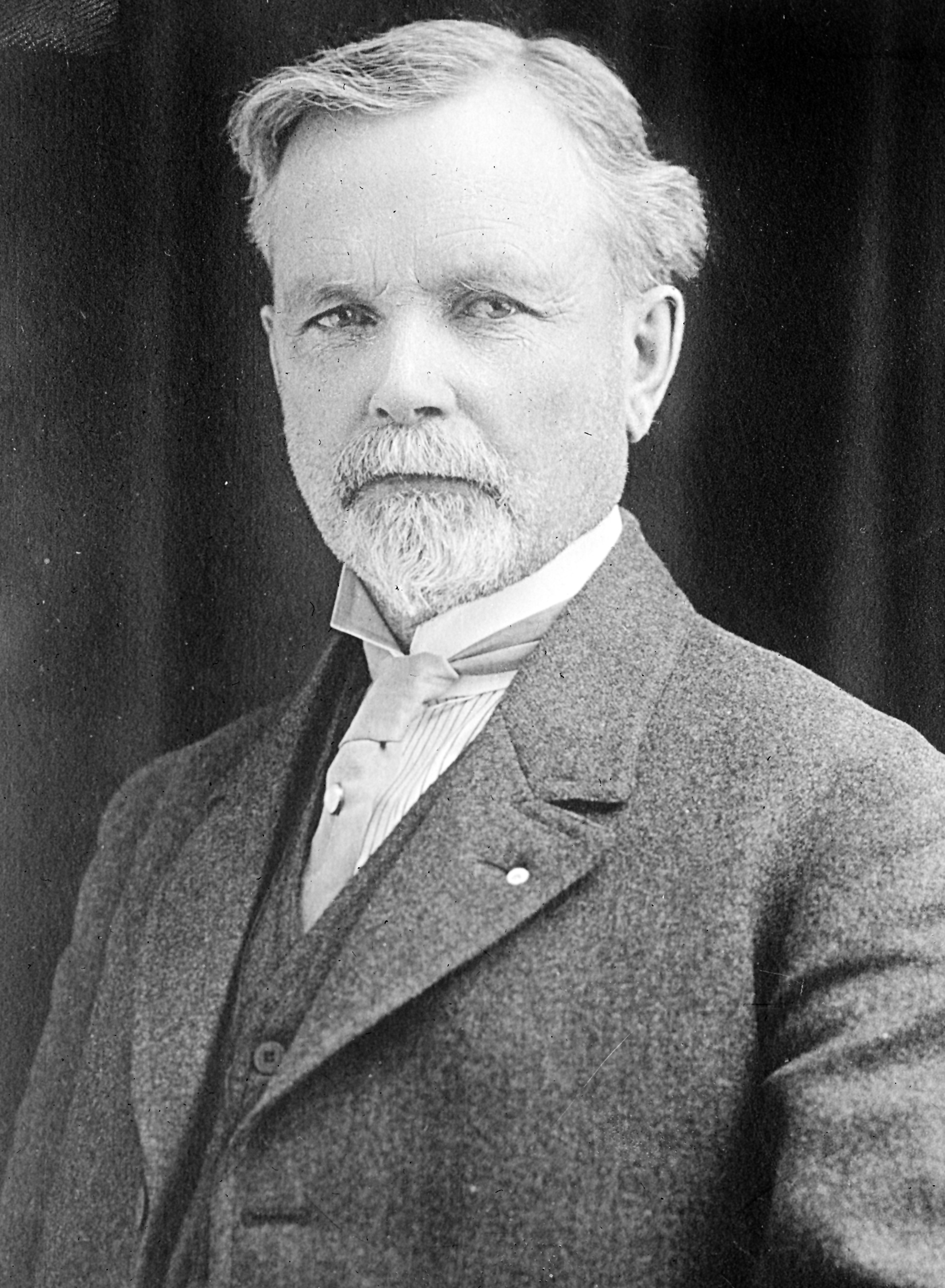
Frank M. Byrne

Frank Michael Byrne (* 23. Oktober 1858 in Volney, Allamakee County, Iowa; † 24. Dezember 1928 in San Francisco, Kalifornien) war ein US-amerikanischer Politiker und von 1913 bis 1917 der achte Gouverneur des Bundesstaates South Dakota.

## Frühe Jahre und politischer Aufstieg
Frank Byrne besuchte die örtlichen Schulen seiner Heimat in Iowa. Im Jahr 1879 zog er in das Dakota-Territorium, wo er sich zunächst im McCook County als Farmer und Immobilienhändler niederließ. 1883 zog er in das Faulk County, wo er als Versicherungsagent tätig wurde. Byrne war aktiv an der Entstehung des neuen Bundesstaates South Dakota beteiligt. Im Jahr 1888 war er Mitglied der verfassungsgebenden Versammlung des zukünftigen Staates. Ein Jahr später saß er im ersten Staatssenat. Danach fungierte er vier Jahre lang als Kämmerer im Faulk County.
Politisch war Byrne Mitglied der Republikanischen Partei, deren progressiven Flügel er unterstützte. Zwischen 1907 und 1910 gehörte er nochmals dem Senat von South Dakota an, ehe er im Jahr 1910 zum Vizegouverneur gewählt wurde. In dieser Funktion war er zwischen 1911 und 1913 Stellvertreter von Gouverneur Robert S. Vessey. Im Jahr 1912 wurde er zum neuen Gouverneur gewählt.

## Gouverneur von South Dakota
Byrne trat sein neues Amt am 7. Januar 1913 an. Nach einer Wiederwahl im Jahr 1914 konnte er es bis zum 2. Januar 1917 ausüben. In diesen vier Jahren wurde in South Dakota eine Steuerkommission gegründet. Darüber hinaus entstanden Kontrollgremien, die die Aufsicht über Banken, Versicherungen und Eisenbahnen ausüben sollten. Der Gouverneur setzte sich auch angesichts des aufkommenden motorisierten Verkehrs für einen Ausbau des Straßennetzes in seinem Staat ein. Im Jahr 1916 wurde eine Infanterieeinheit aus South Dakota an die mexikanische Grenze beordert. Dort gab es Grenzstreitigkeiten zwischen den USA und Mexiko. Die Einheit wurde 1917 wieder zurückgeholt.

## Weiterer Lebenslauf
Nach dem Ende seiner Amtszeit widmete sich Byrne zunächst seinen privaten Interessen. Im Jahr 1918 scheiterte ein Versuch, in den US-Senat gewählt zu werden, schon in den Vorwahlen der eigenen Partei. Zwischen 1922 und 1925 war Byrne Landwirtschaftsminister von South Dakota. Eine rheumatische Erkrankung zwang ihn zur Benutzung von Krücken. Aufgrund seines schlechter werdenden Gesundheitszustandes suchte er im besseren Klima von Oregon und dann in Kalifornien Linderung seines Leidens. Er starb an Heiligabend des Jahres 1928 in San Francisco. Er war mit Emmelie Beaver verheiratet, mit der er fünf Kinder hatte.